# Антон Роп
Антон Роп (словен. Anton Rop; нар. 27 грудня 1960, Любляна) — словенський політик. Прем'єр-міністр Словенії з 19 грудня 2002 до 9 листопада 2004.

## Біографія
Роп народився в Любляні. Закінчив економічний факультет Люблянського університету в 1984 році. У 1991 році він був прийнятий в магістратуру з економіки, захистивши дисертацію на тему державних витрат та економічного зростання.
Займав міністерські посади в уряді Янеза Дрновшека, після відставки якого очолив уряд. Пізніше вступив у конфлікт зі своїм попередником, що посів посаду президента Словенії, а пізніше програв парламентські вибори, і змушений був подати у відставку.
З 2005 керував Ліберально-демократичною партією Словенії, але вже в 2008 вийшов з неї і приєднався до Соціал-демократичного руху, який очолював тодішній прем'єр-міністром Словенії Борут Пахор.
Він був членом Національних зборів Словенії до серпня 2010 року, коли був обраний віце-президентом Європейського інвестиційного банку.

## Джерело
- Антон Роп [Архівовано 2 лютого 2014 у Wayback Machine.](рос.)